# Grand Isle (Vermont)
Grand Isle és una població dels Estats Units a l'estat de Vermont. Segons el cens del 2000 tenia 1.955 habitants.

## Demografia
Segons el cens del 2000, Grand Isle tenia 1.955 habitants, 772 habitatges, i 572 famílies. La densitat de població era de 45,7 habitants per km².
Dels 772 habitatges en un 32,8% hi vivien nens de menys de 18 anys, en un 63,2% hi vivien parelles casades, en un 7,1% dones solteres, i en un 25,9% no eren unitats familiars. En el 20,2% dels habitatges hi vivien persones soles el 6,9% de les quals corresponia a persones de 65 anys o més que vivien soles. El nombre mitjà de persones vivint en cada habitatge era de 2,53 i el nombre mitjà de persones que vivien en cada família era de 2,91.
Per edats la població es repartia de la següent manera: un 25,3% tenia menys de 18 anys, un 4,9% entre 18 i 24, un 30,1% entre 25 i 44, un 29,4% de 45 a 60 i un 10,4% 65 anys o més.
L'edat mediana era de 40 anys. Per cada 100 dones de 18 o més anys hi havia 98,6 homes.
La renda mediana per habitatge era de 48.594 $ i la renda mediana per família de 52.143 $. Els homes tenien una renda mediana de 39.191 $ mentre que les dones 25.900 $. La renda per capita de la població era de 22.955 $. Entorn del 2,7% de les famílies i el 4,2% de la població estaven per davall del llindar de pobresa.